# Leucopternis semiplumbeus
La poiana semiplumbea (Leucopternis semiplumbeus Lawrence, 1861) è un uccello rapace della famiglia degli Accipitridi.

## Descrizione
È un rapace di piccola taglia, lungo 31–36 cm e con un'apertura alare di 51–64 cm.

## Biologia
Si nutre di lucertole e serpenti, talora anche di piccoli uccelli.

## Distribuzione e habitat
La specie è diffusa in Nicaragua, Costa Rica, Honduras, Panama, Colombia ed Ecuador. Recenti segnalazioni ne attestano la presenza anche in Perù.